# Aldo Gasparini
Aldo Gasperini (Mantova, 27 agosto 1915 – Lerida, 28 dicembre 1938) è stato un militare e aviatore italiano, decorato di Medaglia d'oro al valor militare alla memoria nel corso della guerra civile spagnola.

## Biografia
Nacque a Mantova il 27 agosto 1915. Dopo aver conseguito la licenza di avviamento al lavoro e la specializzazione in meccanica, fu ammesso a frequentare il corso per pilota civile. Ottenuto il brevetto nel settembre 1936 fu arruolato nella Regia Aeronautica, e nominato sergente pilota, fu assegnato al 3º Stormo Caccia Terrestre di stanza sull'aeroporto di Torino-Mirafiori, passando nel ruolo naviganti dopo aver ottenuto il brevetto di pilota militare. Il 5 luglio 1938 fu assegnato all'Aviazione Legionaria e mandato a combattere nella Guerra civile spagnola in forza al XXIII Gruppo Caccia "Asso di Bastoni", equipaggiato con i caccia Fiat C.R.32, e al comando del maggiore Aldo Remondino. Cadde in combattimento il 28 dicembre 1938 a Lerida, e fu decorato con la medaglia d'oro al valor militare alla memoria. Anche il governo spagnolo ne ha onorato la memoria concedendogli la Medalla Militar.

### Fonti
1. 1 2 3 4 5  Combattenti Liberazione.
2. ↑  Gruppo Medaglie d'Oro al Valor Militare 1965, p. 326.
3. 1 2  Ufficio Storico dell'Aeronautica Militare 1969, p. 86.
4. ↑  Logoluso 2010, p. 40.
5. ↑  Logoluso 2010, p. 73.
6. ↑  Medaglie d'oro al valor militare sul sito della Presidenza della Repubblica